# Glyoxylate oxydase
La glyoxylate oxydase est une oxydoréductase qui catalyse la réaction :
glyoxylate + H2O + O2  {\displaystyle \rightleftharpoons }  oxalate + H2O2.
Cette enzyme intervient notamment chez certaines cyanobactéries dans le cadre de la photorespiration.